# Chow Yun-Fat
Chow Yun-fat (en chino, 周润发; pinyin, Zhōu Rùnfā; Isla Lamma, 18 de mayo de 1955) es uno de los actores más conocidos internacionalmente procedentes de Hong Kong junto con Bruce Lee, Jackie Chan, Tony Leung y Michelle Yeoh, entre otros. Ha participado en, entre otras películas, Wò hǔ cáng lóng, Anna and the King y Bulletproof Monk.

## Biografía
Chow Yun-fat creció en Isla Lamma, un pueblo pesquero en las afueras de Hong Kong. A los diez años, se mudó con su familia a la ciudad. A los diecisiete años abandonó la escuela para convertirse en actor, y se inscribió en un programa de entrenamiento de actores de una productora de televisión local. Al finalizar, firmó un contrato con la cadena por catorce años. Se hizo famoso protagonizando las populares series Hotel y The Bund, para esta cadena. Su primera participación en el cine llegó de la mano de la directora Ann Hui, para protagonizar The Story of Woo Viet. Desde ese momento, su carrera se disparó, ganando varios premios como Mejor Actor. En 1986, John Woo le escogió para el papel de Mark en A Better Tomorrow.
Después de realizar una serie de comedias románticas y dramas, volvería a colaborar con Woo en El asesino y Hard-boiled. Estas historias recordaban a las películas de gánsteres del cine negro, protagonizadas por Humphrey Bogart y James Cagney. La actuación de Chow en City on Fire de Ringo Lam, que fue la inspiración de Quentin Tarantino para Reservoir Dogs le hizo ganar otro premio al Mejor Actor. Después de conquistar Asia con más de 68 películas, Chow se dirigió a Hollywood en 1996 para su primer papel en inglés en The Replacement Killers dirigida por Antoine Fuqua.
A partir de ese momento su nombre empieza a ser habitual en el cine estadounidense, durante principios de la era 2000 participa en películas tales como The Corruptor, Anna and the King y la película taiwanesa Wò hǔ cáng lóng, la gran sorpresa del año en los Premios Óscar.
Esta película le dio suficiente fama en Estados Unidos para protagonizar su propia película, El monje en 2003, junto a Seann William Scott. Los años siguientes participó en cine asiático para luego participar con un rol secundario en Piratas del Caribe: en el fin del mundo, la tercera parte de la saga protagonizada por Johnny Depp.
Dos años más tarde, en 2009, coprotagonizó Dragonball Evolution, la nefasta adaptación en imagen real del famoso manga Dragon Ball. El rotundo fracaso, tanto de taquilla como de crítica y público, lapidó su carrera en Hollywood y desde entonces, a excepción de Shanghai, solo ha participado en películas de poca importancia de su país.

### Vida personal

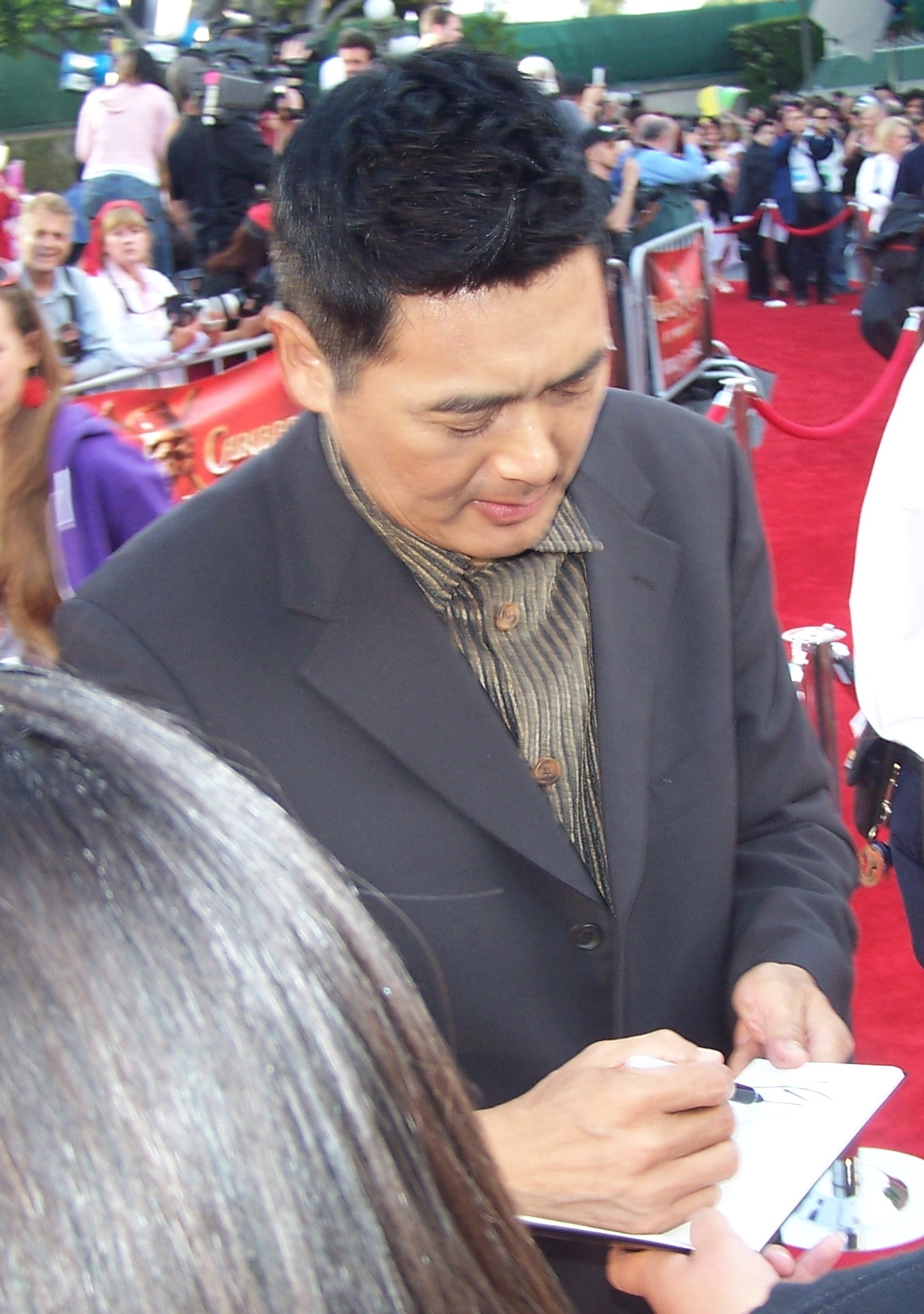
Chow Yun-fat

Chow se ha casado dos veces. En primer lugar con Candice Yu (chino:余安安) en 1983, quien era una actriz de Asia Television Ltd. Pero el matrimonio no duró mucho y los dos se separaron después de nueve meses. Posteriormente, Chow se casó en Singapur con Jasmine Chow en 1987. Jasmine tuvo un aborto involuntario durante el embarazo y no tienen hijos. Sin embargo, Chow Yun-Fat tiene una ahijada, Celine Ng.

## Filmografía

### Cine y televisión
| Año  | Título                                       | Personaje                        | Notas               |
| ---- | -------------------------------------------- | -------------------------------- | ------------------- |
| 1976 | Saat sau qi shi er siu si                    | Leui Gong                        |                     |
| 1976 | The Hunter, the Butterfly, and the Crocodile | Chow Yun-fat                     |                     |
| 1976 | Club Girl Story                              | Chow Yun-fat                     |                     |
| 1976 | The Reincarnation                            | Chow Yun-fat                     |                     |
| 1976 | Bride So and Her Groom                       | Chow Yun-fat                     |                     |
| 1977 | Hot Blood                                    | Chow Yun-fat                     |                     |
| 1977 | Bed for Day, Bed for Night                   | -                                |                     |
| 1977 | A House Is Not a Home                        | -                                | Serie de televisión |
| 1978 | Miss O                                       | Kuan Yen-ping                    |                     |
| 1978 | The Giants                                   | Chow Yun Fat                     | Serie de televisión |
| 1978 | Heroic Cops                                  | Ng To                            |                     |
| 1978 | Their Private Lives                          | Ko Ming-chung                    |                     |
| 1979 | The Good, the Bad and the Ugly               | Ching Wai                        | Serie de televisión |
| 1980 | Be This First                                | Chu Ka-wah                       |                     |
| 1980 | Master Father                                | -                                |                     |
| 1980 | Hei kek wong                                 | Jen Lung                         |                     |
| 1980 | Beautify                                     | -                                |                     |
| 1981 | Killers Two                                  | -                                |                     |
| 1981 | The Postman Strikes Back                     | Fu Jun                           |                     |
| 1981 | The Shell Game II                            | Lung                             | Serie de televisión |
| 1981 | God of Killers                               | Wu Yuet                          |                     |
| 1982 | Sou hat yi                                   | Beggar So                        | Serie de televisión |
| 1982 | The Fate                                     | Ngai Chun                        | Serie de televisión |
| 1982 | Hunting Head                                 | Nguyen Dich                      |                     |
| 1983 | Shanghai Beach                               | Hui Man-keung                    | Serie de televisión |
| 1983 | Shanghai Beach 2                             | Hui Man-keung                    | Serie de televisión |
| 1983 | Blood Money                                  | Bullet                           |                     |
| 1983 | Radio Tycoon                                 | Wai Yip-cheung                   | Serie de televisión |
| 1983 | Flower City                                  | Kwong-Ping                       |                     |
| 1983 | Angels and Devils                            | -                                | Serie de televisión |
| 1984 | State of Divinity                            | Lingwu Chung                     | Serie de televisión |
| 1984 | The Occupant                                 | Valentino Chow                   |                     |
| 1984 | Love in a Fallen City                        | Fan Liu-yuan                     |                     |
| 1984 | Hong Kong 1941                               | Yip Kim-fay                      |                     |
| 1985 | Police Cadet II                              | Ging Shing                       | Serie de televisión |
| 1985 | The Nepal Affair                             | Joe                              |                     |
| 1985 | Women                                        | -                                |                     |
| 1985 | Rose                                         | Charles Wong/Ga-Ming             |                     |
| 1985 | Why Me?                                      | Mr.Chow                          |                     |
| 1985 | The Battle Among the Clans                   | Lok Ching-hing                   |                     |
| 1986 | The Seventh Curse                            | Wei                              |                     |
| 1986 | A Hearty Response                            | Ho Ting-bon                      |                     |
| 1986 | The Yangs' Saga                              | Lui Dong-bun                     | Serie de televisión |
| 1986 | 100 Ways to Murder Your Wife                 | Football Fat                     |                     |
| 1986 | My Will, I Will                              | -                                |                     |
| 1986 | The Lunatics                                 | Chung                            |                     |
| 1986 | Love Unto Waste                              | Detective Lan                    |                     |
| 1986 | The Missed Date                              | Peter                            |                     |
| 1986 | Dream Lovers                                 | Song Yu                          |                     |
| 1986 | A Better Tomorrow                            | Mark Gor / Mark Lee              |                     |
| 1987 | Code of Honour                               | Hui                              |                     |
| 1987 | Flaming Brothers                             | Chang Ho-tien                    |                     |
| 1987 | Spiritual Love                               | Double Circle Pu                 |                     |
| 1987 | City on Fire                                 | Ko Chow                          |                     |
| 1987 | Rich and Famous                              | Li Ah-chai                       |                     |
| 1987 | Kid Dreams Thriller                          | -                                |                     |
| 1987 | Rich and Famous 2                            | Li Ah-chai                       |                     |
| 1987 | The Romancing Star                           | Wong Yat-fat                     |                     |
| 1987 | An Autumn's Tale                             | Samuel Pang                      |                     |
| 1987 | Prison on Fire                               | 41671/Ching                      |                     |
| 1987 | Rapid Fire II                                | Ken/Mark Lee/Mark 'Gor'          |                     |
| 1988 | Goodbye, My Friend                           | Hung                             |                     |
| 1988 | Cherry Blossoms                              | Yu Da Fa (adulto)                |                     |
| 1988 | Tiger on the Beat                            | Sgt. Francis Li                  |                     |
| 1988 | The Greatest Lover                           | Locomotive                       |                     |
| 1988 | Fractured Follies                            | Joe                              |                     |
| 1988 | The Eighth Happiness                         | "Handsome" Long                  |                     |
| 1988 | The Romancing Star II                        | Wong Yat-fat                     |                     |
| 1988 | The Diary of a Big Man                       | Chow Chen-fat                    |                     |
| 1988 | City War                                     | Officer Dick Lee Chiu            |                     |
| 1989 | My Days Inside the Underworld                | Li Man-ho                        |                     |
| 1989 | The Fun, the Luck & the Tycoon               | Lam Bo Sun/Mr. Stink             |                     |
| 1989 | All About Ah-Long                            | Ah-long Yeung                    |                     |
| 1989 | Wild Search                                  | Lau Chung-pong/"Mew-Mew"         |                     |
| 1989 | Bloodshed of Two Heroes                      | Ah Jong                          |                     |
| 1989 | A Better Tomorrow III                        | Mark Gor                         |                     |
| 1989 | God of Gamblers                              | Ko Chun /"The God of Gamblers"   |                     |
| 1990 | Black Vengeance                              | -                                |                     |
| 1991 | God of Gamblers II                           | Ko Chun /"The God of Gamblers"   |                     |
| 1991 | Once a Thief                                 | Red Bean Pudding (Joe)           |                     |
| 1991 | Prison on Fire II                            | Chung Tin-ching                  |                     |
| 1992 | Now You See It, Now You Don't                | Ng Shan-shui                     |                     |
| 1992 | Hard Boiled                                  | Inspector 'Tequila' Yuen         |                     |
| 1993 | Full Contact                                 | Gou Fei                          |                     |
| 1994 | American Shaolin                             | Chang Ching                      |                     |
| 1994 | God of Gamblers Return                       | Ko Chun /"The God of Gamblers"   |                     |
| 1994 | Cinema of Vengeance                          | Él mismo (sin acreditar)         | Documental          |
| 1994 | Run                                          | Hall                             |                     |
| 1995 | Peace Hotel                                  | The Killer                       |                     |
| 1998 | The Replacement Killers                      | John Lee                         |                     |
| 1999 | The Corruptor                                | Nick Chen                        |                     |
| 1999 | Anna and the King                            | King Mongkut                     |                     |
| 2000 | Wò hǔ cáng lóng                              | Maestro Li Mu-bai                |                     |
| 2003 | Bulletproof Monk                             | Monk With No Name                |                     |
| 2004 | Waiting Alone                                | Fa Ge (cameo)                    |                     |
| 2006 | The Postmodern Life of My Aunt               | Pan Zhichang                     |                     |
| 2006 | Curse of the Golden Flower                   | Emperor Ping                     |                     |
| 2007 | Piratas del Caribe: en el fin del mundo      | Sao Feng, un pirata singapurense |                     |
| 2007 | Stranglehold                                 | Inspector 'Tequila' Yuen         |                     |
| 2008 | The Children of Huang Shi                    | Chen Hansheng                    |                     |
| 2008 | Shanghai                                     | Anthony Lan-ting                 |                     |
| 2009 | Dragonball Evolution                         | Mutenroshi                       |                     |
| 2009 | The Red Circle                               | -                                |                     |
| 2010 | Confucius                                    | Confucio                         |                     |
| 2012 | The Monkey King                              | 大鬧天宮                         |                     |
| 2012 | The Assassins                                | 铜雀台                           |                     |
| 2012 | The Last Tycoon                              | 大上海                           |                     |
| 2014 | From Vegas to Macau                          |                                  |                     |
| 2015 | From Vegas to Macau II                       |                                  |                     |
| 2016 | From Vegas to Macau III                      |                                  |                     |